# Naidra Ayadi

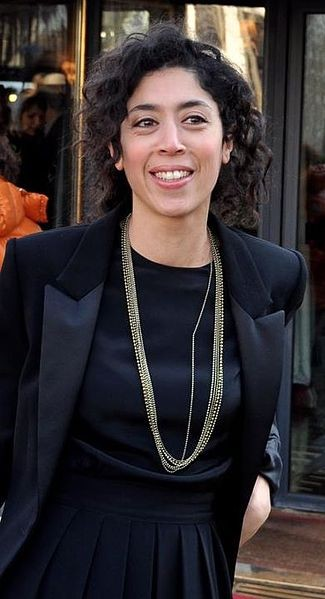
Naidra Ayadi al pranzo dei candidati del Premio César 2012.

Naidra Ayadi (Saint-Ouen, 1º gennaio 1980) è un'attrice francese.

## Biografia
Di origine tunisine, Ayadi cresce in una cittadina a nord di Parigi, frequentando la capitale come attrice teatrale. Mentre si formava al Conservatorio Nazionale di Versailles, ha conseguito un master in diritto pubblico presso l'Università di Paris-Nanterre. Il successo le arride con la partecipazione nel 2011 alla pellicola Polisse. Per il ruolo di Nora conquista il Premio César per la migliore promessa femminile nel 2012. Nel 2018 ha diretto il suo primo film, Ma fille, con Roschdy Zem nei panni del protagonista.

## Filmografia

### Cinema
- Zim and Co., regia di Pierre Jolivet (2005)
- Polisse, regia di Maïwenn (2011)
- Voyage sans retour, regia di François Gérard (2013)
- Prêt à tout, regia di Nicolas Cuche (2014)
- Les Gazelles, regia di Mona Achache (2014)
- Une histoire banale, regia di Audrey Estrougo (2014)
- SMS regia di Gabriel Julien-Laferrière (2014)
- Rappelle-toi, regia di Xavier Durringer (2015)
- La Taularde, regia di Audrey Estrougo (2015)
- Ha i tuoi occhi (Il a Déjà Tes Yeux), regia Lucien Jean-Baptiste (2017)
- Selfie di famiglia (Mon bébé), regia di Lisa Azuelos (2019)
- Mon légionnaire, regia di Rachel Lang (2021)
- La promessa - Il prezzo del potere, regia di Thomas Kruithof (2021)
- La ragazza di Stillwater (Stillwater), regia di Tom McCarthy (2021)
- Le Sixième Enfant, regia di Léopold Legrand 2022)
- Un vizio di famiglia (L'Origine du mal), regia di Sébastien Marnier (2022)
- Comme une louve, regia di Caroline Glorion (2023)
- Un colpo di fortuna - Coup de chance, regia di Woody Allen (2023)

### Televisione
- Black Spot, (2017)
- Paris, etc. (2017)
- Universi Paralleli (2022)
- Oussekine (2022)

## Teatro
- La doppia incostanza di Pierre de Marivaux, regia di Danièle Dubreuil, Mois Molière, Versailles (1997)
- Molto rumore per nulla di William Shakespeare, regia di Vincent Caire e Gaël Colin, Théâtre Montansier, Versailles (2002)
- Una domanda di matrimonio di Anton Čechov, regia di Jacques Hadjaje, E.C.M. (2002)
- Il gabbiano di Anton Čechov, regia di Jean Bellorini, La Cartoucherie, Parigi, tournée (2003-2004)
- Portrait de famille di Denise Bonal, regia di Marion Bierry, Théâtre de Poche Montparnasse, Paris (2005)
- Yerma di Federico Garcia Lorca, regia di Jean Bellorini e Marie Ballet, Théatre Montansier, Versailles, La Cartoucherie, Parigi (2005)
- Le mille e una notte, regia di J-L Borg, Istituto del mondo arabo, Parigi (2006)
- Meurtres de la princesse juive di Armando Llamas, regia di Philippe Adrien, Théâtre de la Tempête, Parigi (2007)
- Les Riches reprennent confiance di Louis-Charles Sirjacq, regia di Etienne Bierry, Théâtre de Poche Montparnasse, Parigi (2008)
- Liliom di Ferenc Molnar, regia di Marie Ballet, Théâtre de la Tempête, Parigi (2009)
- Justice di Samantha Markowic, regia di Salomé Lelouch, Théâtre de l'Œuvre, Parigi (2018)

## Riconoscimenti
- Premio César
  - 2012: miglior promessa femminile per Polisse